# Guépard d'Afrique du Sud-Est
Acinonyx jubatus jubatus
Espèce
Sous-espèce
Synonymes
- A. j. guttata (Hermann, 1804)
- A. j. fearsoni (Smith, 1834)
- A. j. fearonis (Fitzinger, 1869)
- A. j. lanea (Sclater, 1877)
- A. j. obergi (Hilzheimer, 1913)
- A. j. ngorongorensis (Hilzheimer, 1913)
- A. j. raineyi (Heller, 1913)
- A. j. velox (Heller, 1913)
- A. j. rex (Pocock, 1927)

Répartition géographique
Statut CITES
Statut de conservation UICN

 VU A2acd; C1 : Vulnérable
Le guépard d'Afrique du Sud-Est ou guépard d'Afrique australe (Acinonyx jubatus jubatus est la sous-espèce nominale de guépard originaire d'Afrique orientale et australe. Le guépard d'Afrique australe vit principalement dans les zones de plaine et les déserts du Kalahari, les savanes du delta de l'Okavango et les prairies de la région du Transvaal en Afrique du Sud. En Namibie, les guépards se trouvent principalement dans les terres agricoles.

## Taxonomie

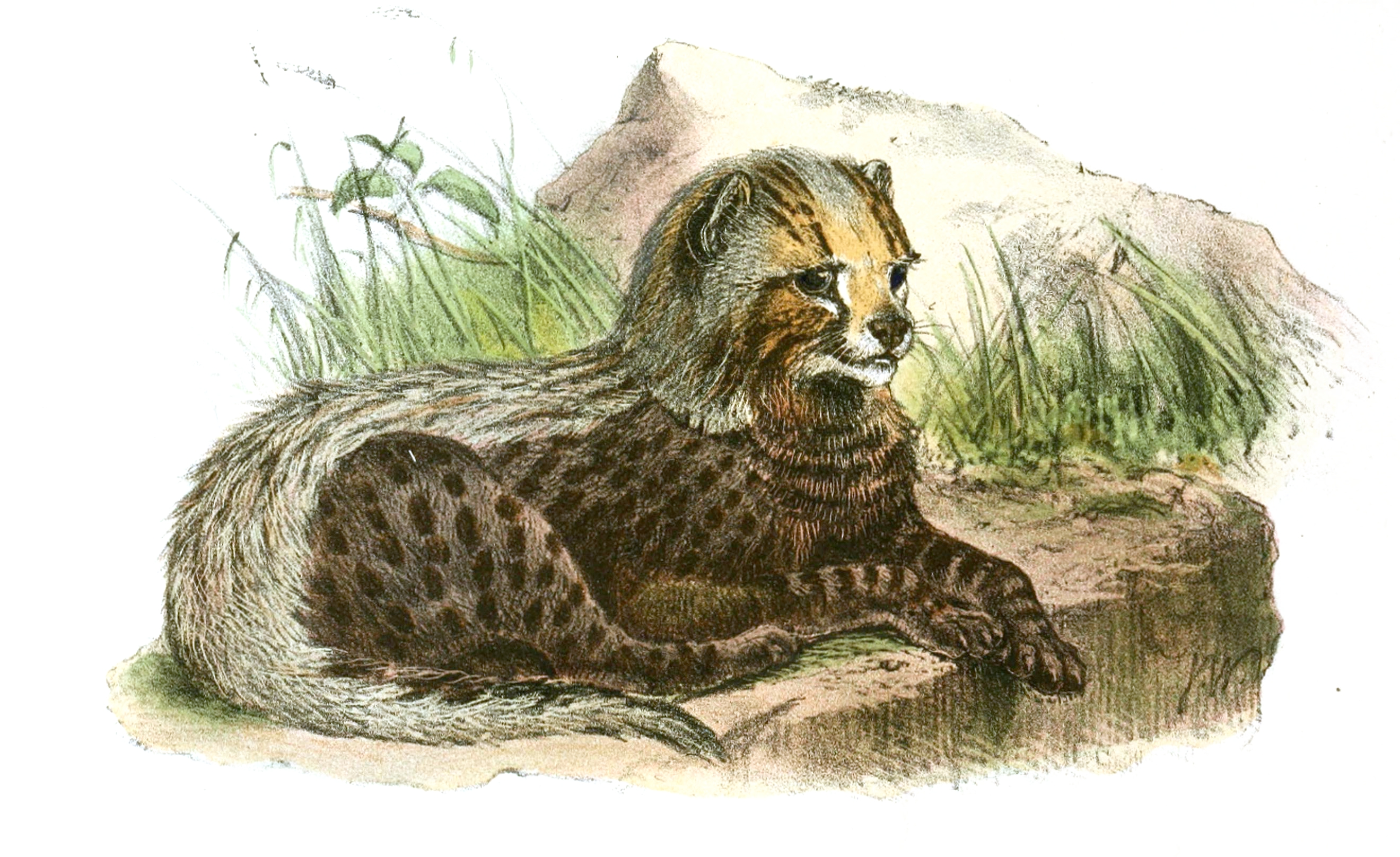
Une illustration d'un petit guépard (Acinonyx jubatus guttata) par Joseph Wolf dans les actes de la Société zoologique de Londres, 1867

Le guépard d'Afrique australe a été décrit pour la première fois par le naturaliste allemand Johann Christian Daniel von Schreber dans son livre Die Säugethiere in Abbildungen nach der Natur mit Beschreibungen (Les mammifères illustrés comme dans la nature avec des descriptions), publié en 1775. Schreber a décrit l'espèce sur la base d'un spécimen provenant du Cap de Bonne-Espérance. Il s'agit donc de la sous-espèce nominale. Les sous-populations ont été appelées "guépard d'Afrique du Sud" et "guépard de Namibie".
À la suite de la description de Schreber, d'autres naturalistes et zoologistes ont également décrit des spécimens de guépards provenant de nombreuses régions d'Afrique australe et orientale, qui sont aujourd'hui tous considérés comme des synonymes d'A. j. jubatus :
- Felis guttata proposé en 1804 par Johann Hermann ;
- Felis Fearonii proposé en 1834 par Andrew Smith ;
- Felis lanea proposé en 1877 par Philip Sclater[4] ;
- Acinonyx jubatus obergi proposé en 1913 par Max Hilzheimer[5] ;
- Acinonyx jubatus ngorongorensis proposé en 1913 par Hilzheimer sur la base d'un spécimen de Ngorongoro, Afrique orientale allemande ;
- Acinonyx jubatus velox proposé en 1913 par Edmund Heller sur la base d'un guépard abattu par Kermit Roosevelt en juin 1909 sur les hauts plateaux du Kenya[6].
- Acinonyx rex proposé en 1927 par Reginald Innes Pocock sur la base d'un spécimen de la chaîne Umvukwe en Rhodésie[7].

En 2005, les auteurs de Mammal Species of the World ont regroupé A. j. guttata, A. j. lanea, A. j. obergi et A. j. rex sous A j. jubatus, tout en reconnaissant A. j. raineyi et A. j. velox comme taxons valides et considérant P. l. ngorongorensis comme synonyme de raineyi.
En 2017, le groupe de travail sur la classification des chats du Cat Specialist Group a regroupé toutes les populations de guépards de la plupart des régions d' Afrique orientale et australe à A. j. jubatus, ce qui en fait la sous-espèce la plus répandue sur le continent.

## Histoire évolutive
Au début du Pléistocène, les plus anciens fossiles de guépards africains ont été trouvés dans les lits inférieurs du site de Gorges d'Olduvai, dans le nord de la Tanzanie, bien que les fossiles de guépards en Afrique australe aient été trouvés vieux de 3,5 à 3,0 millions d'années. Le guépard d'Afrique du Sud-Est est la deuxième sous-espèce la plus ancienne.
Les guépards d'Afrique et d'Asie étaient auparavant considérés comme génétiquement identiques les uns aux autres. La recherche et l'analyse de l'ADN ont commencé au début des années 1990 et ont montré que les guépards d'Afrique australe et d'Afrique de l'Est sont effectivement des sous-espèces distinctes.
Jusqu'en septembre 2009, on pensait que le guépard asiatique était identique au guépard africain. Stephen J. O'Brien, du Laboratory of Genomic Diversity de l'institut national du cancer, estimait qu'ils n'étaient séparés les uns des autres que depuis 5 000 ans, ce qui n'est pas suffisant pour les classer en tant que sous-espèces distinctes,.
Début 2011, les résultats de l'analyse phylogéographique de 94 échantillons de guépards provenant de collections de musées, de spécimens sauvages et en captivité, ont révélé que les guépards d'Afrique du Sud-Est et d'Asie sont génétiquement distincts et ont probablement divergé entre 32 000 et 67 000 ans. Les données sur l'ADN mitochondrial indiquent que les échantillons de guépards d'Afrique de l'Est n'avaient pas d'haplotype commun avec les échantillons d'Afrique du Sud, bien qu'un haplotype présent dans les échantillons de guépards de Tanzanie et du Kenya se soit regroupé avec les échantillons d'Afrique du Sud. La population d'Afrique de l'Est pourrait être issue d'un événement de repeuplement relativement récent. La divergence entre les populations de guépards d'Afrique australe, orientale et septentrionale s'est produite entre 6 700 et 32 400 ans.

## Génétique

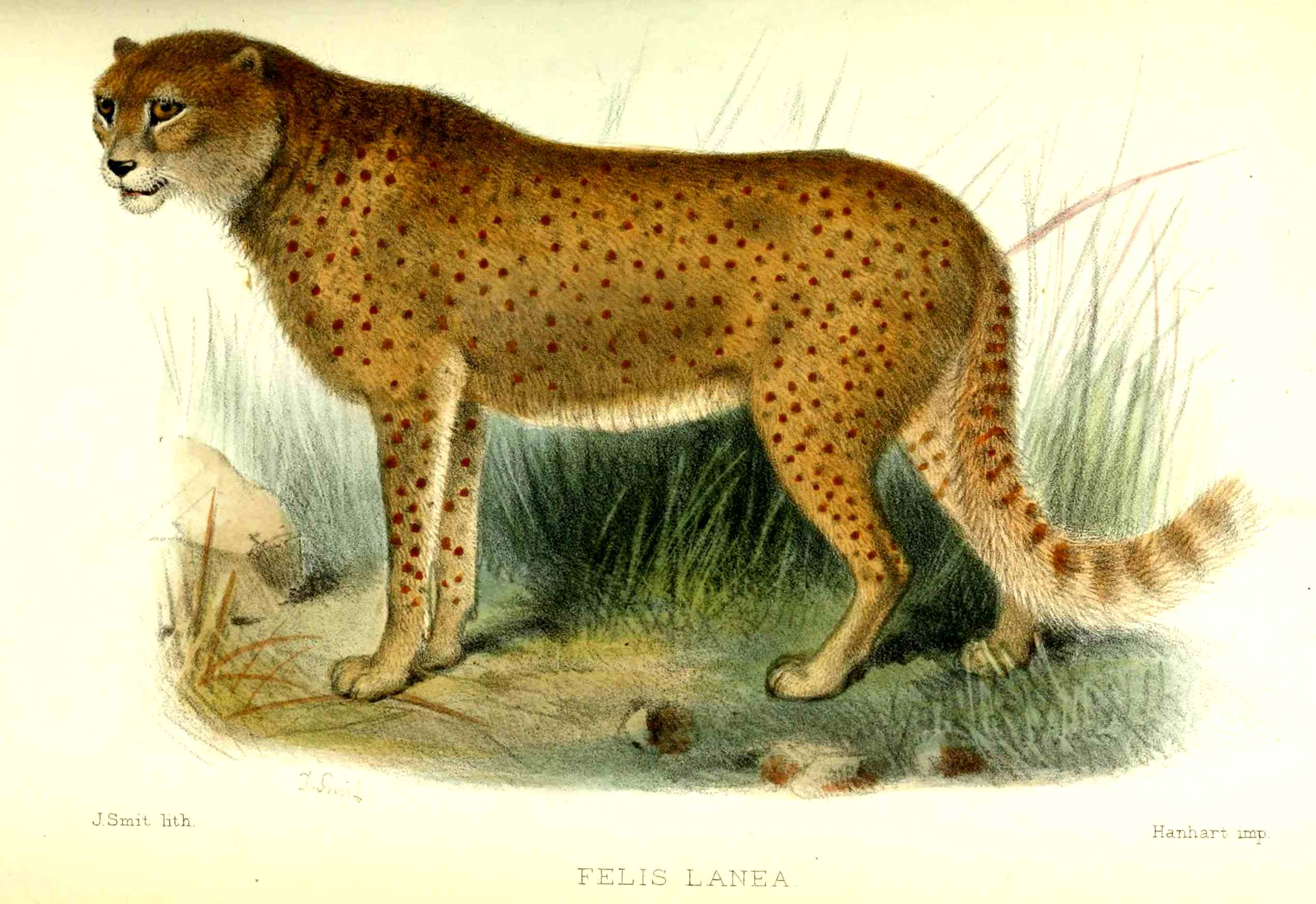
Acinonyx Jubatus, Joseph Smit, 1877.

Historiquement, les guépards étaient considérés comme génétiquement homogènes. En 2011, les résultats d'une étude phylogéographique ont révélé que les populations de guépards asiatiques et de guépards d'Afrique sont génétiquement distinctes et se sont séparées il y a 32 000 à 67 000 ans.
Le guépard laineux a été découvert à la fin du XIXe siècle par le zoologiste anglais Philip Sclater. Il était considéré comme une espèce distincte de guépard qui avait un corps plus épais, et une fourrure plus longue et plus dense. Plusieurs spécimens ont été obtenus. Ces créatures pourraient être la même espèce que le guépard actuel, mais avec une disposition génétique à la longue fourrure. En 1877, Sclater, de la Société zoologique de Londres, parle d'une récente acquisition par le zoo. En 1878, un deuxième guépard laineux a été signalé comme un spécimen préservé dans le musée sud-africain. Les spécimens de Londres et d'Afrique du Sud provenaient tous deux de Beaufort West. En 1884, une troisième peau a été obtenue dans la même région, mais elle présentait des taches plus distinctes et était un peu plus petite. À la fin des années 1880, les chasseurs de trophées avaient éliminé les guépards laineux ; d'après le nombre et la localisation des spécimens, cette variante semble avoir évolué très récemment (des générations plutôt que des millénaires) ; peut-être que tous ces animaux (il semble que seule une poignée soit connue au mieux) étaient la progéniture d'un seul couple né vers 1875, ou peut-être une génération de plus. En tout état de cause, le guépard laineux a disparu.
Le guépard royal était considéré comme une espèce différente en 1927 par le naturaliste Reginald Innes Pocock. Il s'est avéré qu'il s'agissait d'une mutation causée par un gène récessif. Le guépard royal est une variante rare du guépard austral, découverte pour la première fois en Rhodésie du Sud en 1925. Un guépard roi a été trouvé pour la première fois en Afrique du Sud en 1940 et au Botswana en 1942. Cependant, en 1981, il a été démontré que les guépards royaux n'ont jamais été une espèce différente, car des guépards royaux sont nés de parents normaux au De Wildt Cheetah and Wildlife Centre en Afrique du Sud, et un autre guépard royal est né de deux guépards femelles s'étant accouplées avec un guépard mâle capturé à l'état sauvage dans la province du Transvaal, et d'autres guépards royaux sont nés plus tard au De Wildt Cheetah Centre. Les guépards royaux se trouvent en Afrique du Sud, au Zimbabwe et au Botswana. En 2012, on a découvert que la cause de ce motif alternatif de pelage était une mutation du gène de l'aminopeptidase Q transmembranaire (Taqpep), le même gène responsable du motif rayé "maquereau" par opposition au motif tacheté "classique" observé chez les chats tabby.
Le guépard a également le mélanisme comme l'une de ses rares formes de couleur. Un guépard mélanique en Zambie a été vu par Vesey Fitzgerald en compagnie d'un guépard tacheté .

## Caractéristiques physiques

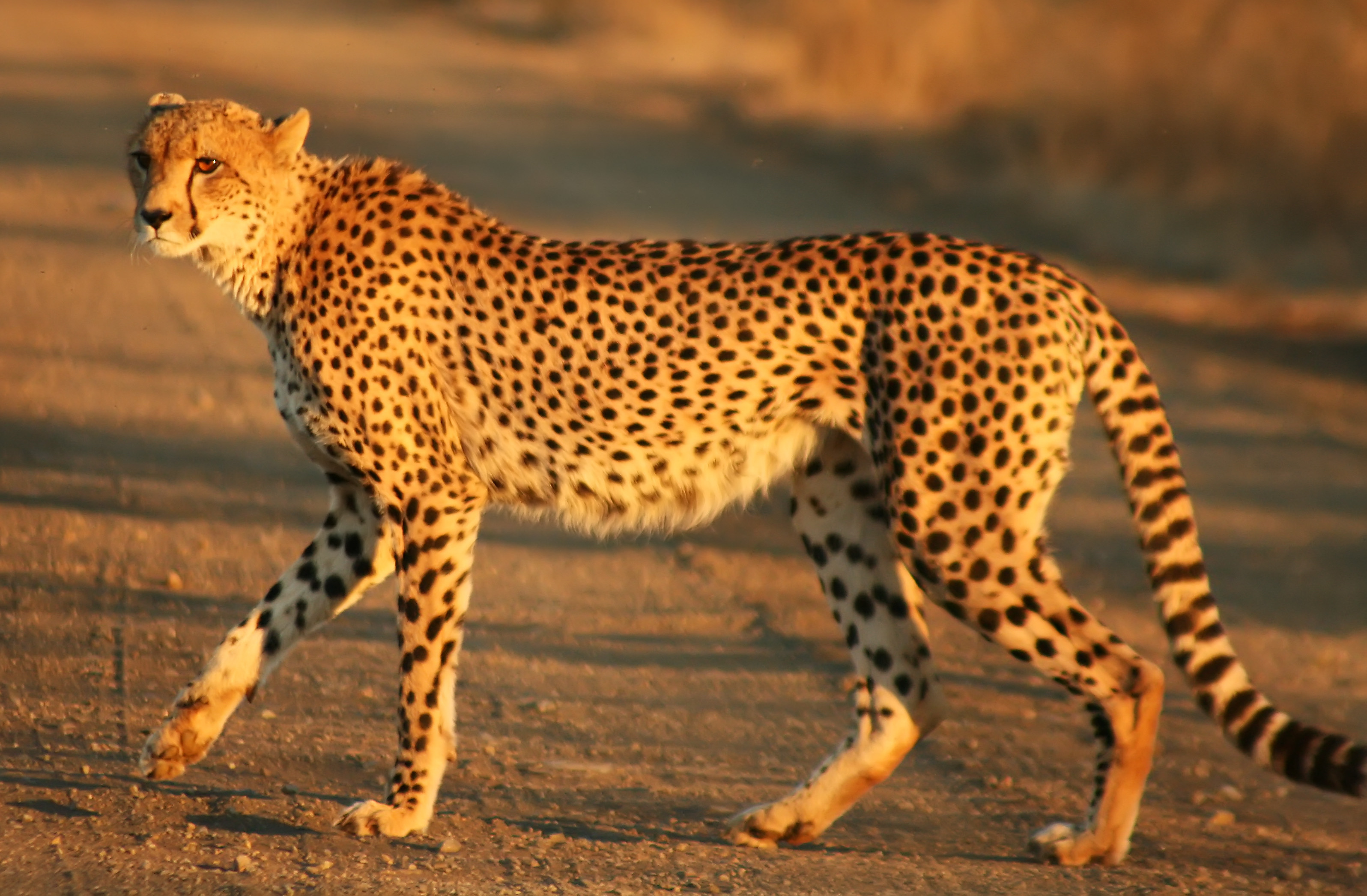
Un guépard au parc national Kruger, Afrique du Sud

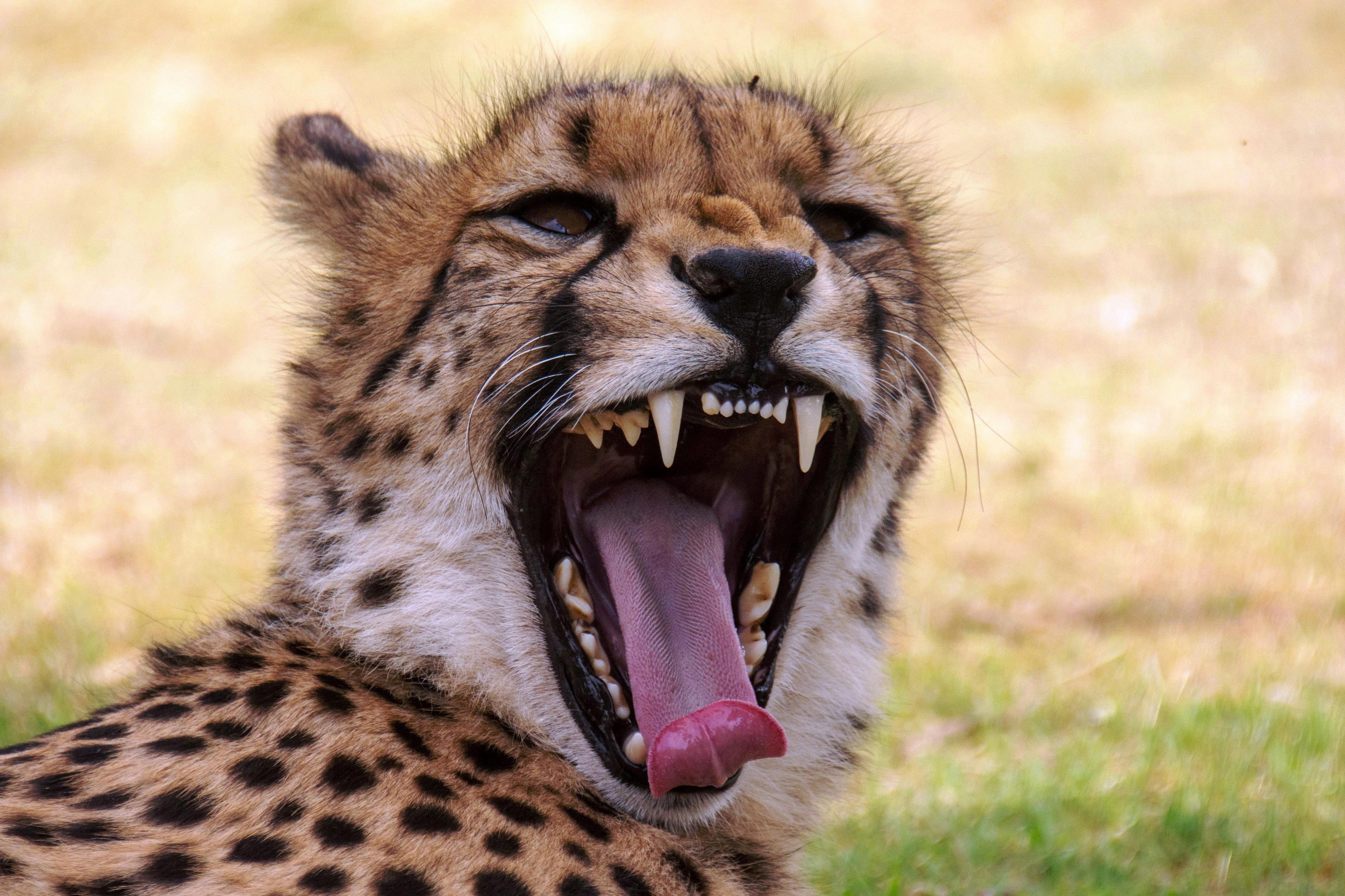
Dents et langue de guépard

Le guépard est un chat de taille moyenne. La taille totale d'un guépard mâle adulte peut mesurer de 168 à 200 cm et 162 à 213 cm pour les femelles. Les guépards adultes mesurent 70 à 90 cm de long à partir du haut à l'épaule. Les mâles sont légèrement plus grands que les femelles et ont une tête légèrement plus grosse avec des incisives plus larges et des mandibules plus longues.
Les mesures prises sur les guépards sauvages en Namibie indiquent que la longueur de la tête et du corps des femelles varie de 113 à 140 cm avec 59,5 à 73 cm de long pour la queue, et pèsent entre 21 et 63 kg ; les mâles ont une longueur de tête et de corps de 113 à 136 cm avec 60 à 84 cm de long pour la queue, et pèsent entre 28,5 et 65 kg.
Le guépard a un pelage jaune vif ou parfois doré, et sa fourrure est légèrement plus épaisse que celle des autres sous-espèces. Le dessous blanc est très distinct, en particulier sur le cou et la poitrine, et il a moins de taches sur son ventre. Les taches sur le visage sont plus prononcées et, dans l'ensemble, ses taches semblent plus denses que celles de la plupart des autres sous-espèces. Les marques de larmes sont nettement plus épaisses aux coins de la bouche et presque toutes ont des marques de moustache brunes distinctes. Comme le guépard asiatique, il est connu pour avoir de la fourrure derrière sa queue et des extrémités blanches et noires à l'extrémité de sa queue. Cependant, le guépard peut aussi n'avoir qu'une pointe noire à l'extrémité de sa queue.
Dans les zones désertiques, comme le Kalahari, les guépards sont un peu plus petits et plus légers, avec une fourrure plus fine et de couleur vive, un trait du guépard d'Afrique du Nord-Ouest.

## Distribution et habitat

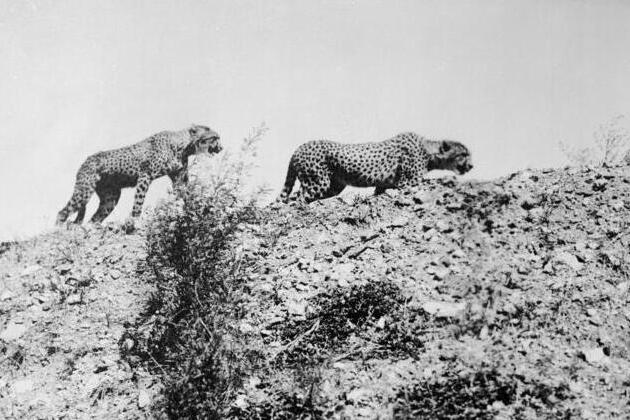
Le guépard sud-africain était l'un des animaux les plus répandus. Ces deux guépards ont été photographiés au sud-ouest de l'Afrique du Sud entre 1906 et 1918.

Le guépard d'Afrique du Sud-Est vit généralement dans les prairies, les savanes, les forêts broussailleuses et les environnements arides tels que les déserts et les steppes semi-désertiques. Ces guépards peuvent être trouvés dans les champs ouverts, dans lesquels ils chassent des mammifères herbivores tels que les antilopes à très grande vitesse. En Afrique du Sud, le guépard préfère également les forêts (dans le parc national Kruger), les arbustes, les hautes montagnes, les prairies montagneuses et les zones de montagne où des proies favorables sont présentes.
Le guépard d'Afrique du Sud-Est est actuellement la sous-espèce la plus commune et était répandu partout en Afrique australe et centrale, allant de l'Afrique du Sud au sud de la République démocratique du Congo ( province du Katanga ) et au sud de la Tanzanie. Son aire de répartition est maintenant considérablement réduite, où il se produit dans une zone de 1 223 388 km2 (472 352,74809469 mi2), soit 22 % de sa gamme d'origine[réf. nécessaire].
Dans le passé, moins de 10 000 guépards étaient chassés dans les terres agricoles namibiennes. Auparavant estimé à seulement 2 000 individus depuis les années 1990, en 2015, plus de 3500 guépards vivent aujourd'hui en Namibie. Le pays abrite la plus grande population de guépards sauvages au monde. Environ 90 à 95 % des guépards vivent sur les terres agricoles namibiennes; d'autres vivent dans le bassin du Kalahari, dans les déserts côtiers du Namib et de Kaokoveld et dans la région du centre au nord-est du pays. Bien que les guépards namibiens se trouvent principalement en dehors des zones protégées, ils vivent également dans le sanctuaire de faune de Naankuse, le parc national de Namib-Naukluft et le parc national de Bwabwata. Les guépards sont plutôt rares dans le parc national d'Etosha et à Palmwag.
Avec une population d'environ 2 000 guépards en 2016, le Botswana a la deuxième plus grande population de guépards,. Ils se trouvent principalement dans les habitats arides du Kalahari central, de la réserve naturelle de Mokolodi et du parc transfrontalier de Kgalagadi (connu sous le nom de parc national de Gemsbok au Botswana) dans le sud, et dans le sud-ouest et également dans la région nord du pays qui détient le plus grand base de proies, comme dans le delta de l'Okavango, le parc national de Chobe et la réserve de gibier de Moremi. La réserve de chasse de Khutse est également connue pour contenir une grande abondance de proies appropriées pour les guépards, comme les springboks, les gemsboks et les gnous. Les guépards sont rarement trouvés dans l'est du Botswana et à la frontière zimbabwéenne.
En Afrique du Sud, les guépards vivent dans les provinces du Limpopo, du Mpumalanga, du nord-ouest et du nord du Cap. Après des efforts de conservation au fil des ans, les guépards ont été réintroduits dans les parties est, ouest et sud, et récemment dans la province de l' État libre du pays. Plus de 90% de la population de guépards se trouve en dehors des zones protégées telles que les réserves de chasse et dans les terres agricoles. Plus de 412 guépards se trouvent dans le parc national Kruger, des sous-populations de 300 à 350 dans les parcs et réserves et 400 à 500 en liberté sur les terres agricoles du Limpopo et de la province du Nord-Ouest, bien que le parc transfrontalier de Kgalagadi soit le bastion des guépards. Les parcs nationaux Kruger et Kalahari Gemsbok abritent les plus grandes populations; ils abritent environ 42 % des guépards d'Afrique du Sud. Les guépards n'avaient pas toujours été courants en Afrique du Sud. À l'heure actuelle, le pays contient la troisième plus grande population de guépards après des années d'actions de conservation et de réintroductions dans la nature. En 2016, on estime qu'environ 1500 guépards adultes vivent à l'état sauvage.
La population de guépards a considérablement diminué au Zimbabwe, passant d'environ un millier à 400 en 2007. Actuellement, la population zimbabwéenne est estimée à 165 individus. Avant le déclin de la population, les guépards étaient plus répandus au Zimbabwe et sa population avait un excellent taux de croissance, dans lequel plus de 1 500 individus prospéraient. En 1973, environ 400 guépards vivaient au Zimbabwe et étaient passés à 470 en 1987. Par la suite, en 1991, une population totale de 1 391 guépards a été trouvée par le Département zimbabwéen des parcs et de la gestion de la faune, tandis qu'en 1996, une population de 728 guépards vivait uniquement sur des terres agricoles commerciales. En 1999, une population totale minimale de 1 520 a été estimée, dans laquelle plus de 1 200 de ces guépards vivaient sur des terres agricoles commerciales, tandis que 320 se trouvaient dans des parcs nationaux. Un an plus tard, plusieurs rapports ont remis en question si les guépards zimbabwéens étaient stables ou en baisse, mais ils augmentaient à l'époque. Cependant, les guépards sont connus pour être très menacés dans les terres agricoles où, entre 1999 et 2007, 80 % de la population de guépards zimbabwéens vivant dans des terres agricoles privées a connu un déclin massif en raison du conflit homme-guépard, réduit de plus de mille à moins de 400. à partir de 2007. Environ 100 guépards sont tués chaque année par des éleveurs dans le lowveld du Zimbabwe,. Des années plus tard, environ 150 à 170 guépards adultes y sont trouvés, et le conflit homme-guépard n'est plus une menace majeure pour l'espèce. La plupart des guépards zimbabwéens vivent aujourd'hui dans des zones protégées. Les guépards se trouvent principalement dans les régions du sud et du centre. Des populations isolées se trouvent dans le nord-ouest du Zimbabwe, comme les chutes Victoria, Matetsi et Kazuma Pan, également près de la frontière mozambicaine. Le Parc national de Hwange, la plus grande réserve d'une superficie de 14 650 km2 est le principal bastion des guépards zimbabwéens,. Les guépards vivent également dans le parc national de Matobo. Les guépards de la vallée du Zambèze sont presque éteints, car il ne reste plus que trois individus dans le parc national de Matusadona et 9 dans le parc national de Mana Pools. Vingt-neuf restent dans le lowveld du Zimbabwe, dont la plupart vivent dans le parc national de Gonarezhou, dans des réserves privées (Bubye, Save, Malilangwe, Nuanetsi) et dans les falaises de Chilojo.
En Zambie, les guépards sont principalement repérés au camp Matamene du parc national de Liuwa Plain de la province occidentale. Le parc national fait partie de la zone de conservation transfrontalière de Kavango-Zambezi. Ils sont également présents dans les 5 000 km2 du  Parc national de Kafue, près de la rivière Kafue et au 22 400 km2 du  Parc national de Sioma Ngwezi (le deuxième plus grand parc d'Afrique) dans le coin sud-ouest de la Zambie. Une centaine de guépards vivent dans le pays.
En 2007, entre 50 et 90 guépards ont été estimés pour survivre au Mozambique, où les prairies de l'espèce, les savanes et mixtes Acacia et mopane forêts. La plupart des habitats se composent de zones humides et de rivières. Historiquement, il était répandu dans le pays, mais en 1975, la population était tombée à environ 200 individus en raison du braconnage intense pendant la guerre civile mozambicaine. Des pièges photographiques installés en 2004 et 2011 ont révélé la présence constante de guépards, d'autres prédateurs et herbivores dans les zones de conservation du Mozambique dans le parc transfrontalier du Grand Limpopo. Environ 35 guépards vivent dans le parc national du Limpopo. Les guépards sont également présents dans le parc national de Zinave et le parc national de Banhine, qui font partie du parc transfrontalier du Grand Limpopo.
En dehors des régions du centre et du nord, le guépard désormais rare vivait dans le sud de la Tanzanie. Il s'étendait près des frontières Zambie / Malawi dans le sud-ouest à l'extrême sud-est du pays. Ces guépards se trouvent dans la réserve de gibier de Mpanga-Kipengere et dans la réserve de gibier d'Uwanda. On ne sait pas s'ils sont éteints ou non dans la réserve de gibier de Sélous.
La population indigène de guépards était éteinte au Swaziland. En 1997, trois guépards ont été réintroduits dans le parc national Hlane Royal, le plus grand avec 30 000 ha (300km2) est aire protégée du Swaziland.
On pensait autrefois que le guépard était éteint en Angola, mais en 2010, deux guépards mâles adultes ont été repérés dans les 16 000 km2 du Parc national d'Iona. C'était la première fois que des guépards étaient aperçus dans la nature en Angola depuis 30 ans. Cette zone protégée offre un habitat convenable au guépard, car elle possède une grande savane ouverte où se trouvent des springboks et des oryx.
Dans les années 1980, des guépards se trouvaient dans trois zones protégées, à savoir le parc national de Kasungu, le parc national de Nyika et la réserve de gibier de Vwaza Marsh, également à la frontière zambienne à l'ouest. En 2007, la petite population de guépards était considérée comme localement éteinte en raison de la perte d'habitat convenable et du manque de proies.

### État des anciennes populations
Au début du XXe siècle, les guépards africains étaient répandus partout sur le continent, jusqu'à ce qu'ils perdent la plupart de leurs aires de répartition et disparaissent de 23 pays. Les guépards sont localement éteints au Lesotho. et la partie sud de la République démocratique du Congo. Ils vivaient dans le Katanga, le sud du Bandundu, le sud du Kasaï-Occidental et le Bas-Congo. Ils se sont probablement étendus jusqu'à Kinshasa. On estimait auparavant qu'environ 100 à 500 guépards vivaient au Congo entre les années 1950 et 1970. Le parc national des Kundelungu était l'un des derniers bastions des guépards après l'extinction récente des guépards du parc national des Virunga et des guépards du Soudan du parc national de la Garamba dans les années 1960. Des rumeurs d'observation ont été rapportées occasionnellement dans les régions du sud du Congo, comme près de la frontière angolaise, autour du territoire de Sandoa et sur le plateau de Kibara du parc national d'Upemba. A ce jour, Upemba est toujours considéré comme le seul parc national du pays à abriter des populations de guépards.

## Écologie et comportement

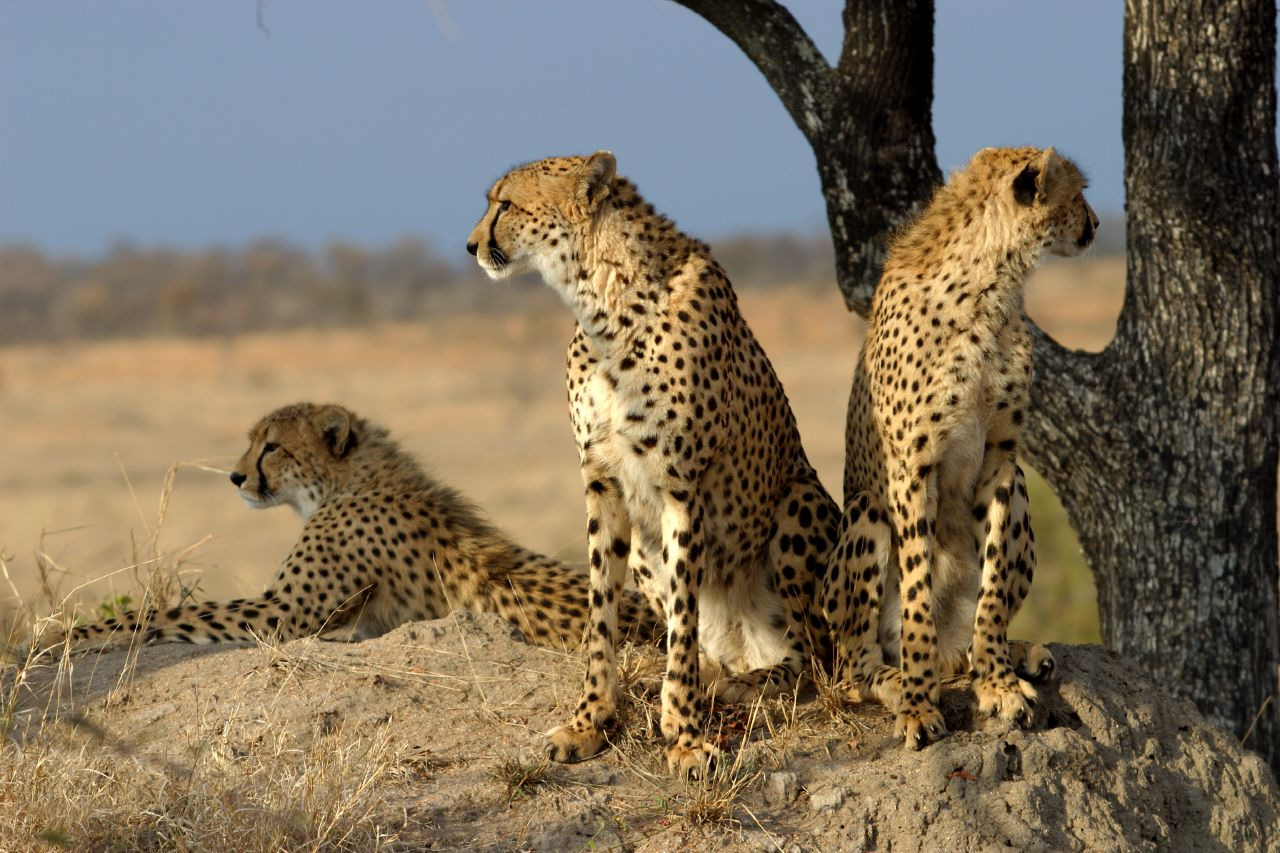
Trois mâles à Sabi Sand Game Reserve, Afrique du Sud

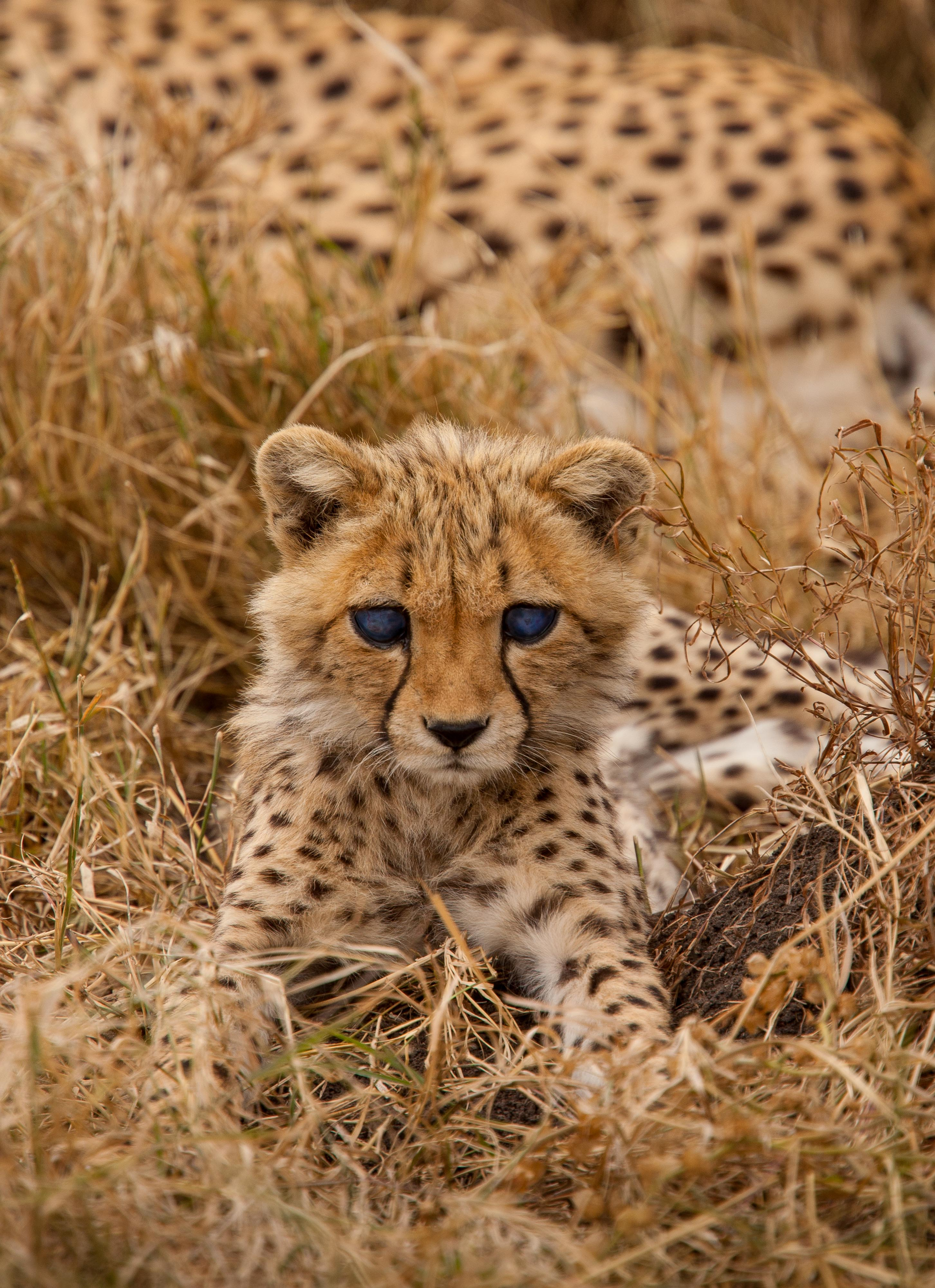
Un guépardeau

### Reproduction et cycle de vie
Les guépards mâles sont sociables et peuvent vivre en groupe avec d'autres mâles. Les mâles établissent leurs territoires en les marquant en urinant sur des arbres ou des termitières.
Les femelles, cependant, ne sont pas sociables et n'établissent pas de territoire. Ils sont solitaires et s'évitent les unes des autres. Cependant, ils peuvent vivre avec leurs mères, filles ou sœurs dans leur domaine vital. La taille du domaine vital de la femelle peut dépendre du nombre de proies. Dans les forêts d'Afrique australe, les guépards ont des domaines aussi petits que 34 km2, tandis que dans certaines régions de Namibie, ils peuvent atteindre 1 500 km2.
Les guépards femelles peuvent se reproduire entre 13 et 16 mois et l'âge typique de maturité sexuelle se situe 20 et 23 mois. La gestation peut durer de 90 à 95 jours. Les naissances de guépardeaux ont lieu principalement de novembre à janvier en Namibie et de novembre à mars en Zambie. Les femelles chassent en solitaire, mais les petits guépards accompagnent leur mère pour apprendre à chasser seuls à partir de l'âge de 5-6 semaines. Après que les petits atteignent l'âge de 18 mois, la mère laisse ses petits et les frères et sœurs restent en groupe pendant quelques mois jusqu'à ce que les sœurs quittent le groupe et que les frères restent ensemble. Les guépardeaux mâles peuvent former des alliances avec d'autres mâles après s'être séparés de leur mère.

### Chasse et régime

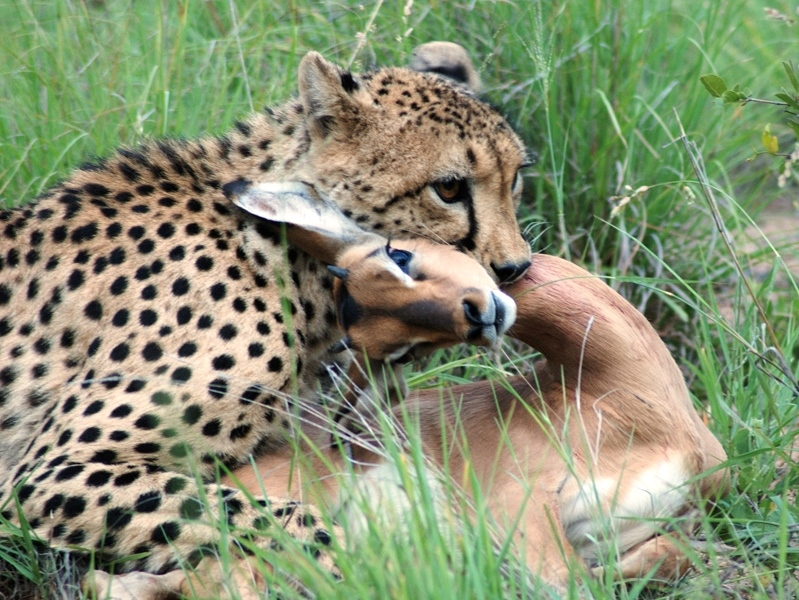
Un guépard étouffant un impala à Timbavati, Afrique du Sud

Le guépard est un mammifère carnivore. Il se nourrit d'antilopes de taille moyenne et grande et de petits animaux rapides comme les lièvres du Cap et les rongeurs. Il préfère les impalas, koudous, Puku, oribi, springbok, oryx, steenbok, gnous, phacochère, bubale et autres ongulés. Les espèces de proies préférées du guépard sont l'oryx et le nyala .[réf. nécessaire]

### Ennemis et concurrents
Comme les autres guépards, ils sont menacés et dépassés par les plus grands prédateurs de leur région. Ils sont menacés par les lions et les hyènes tachetées car ils peuvent voler leurs carcasses. Les guépards abandonnent leurs repas à des hyènes tachetées. Cependant, des coalitions de guépards mâles adultes peuvent chasser les prédateurs, et un guépard seul peut chasser les chacal et un chien sauvage solitaire.

## Des menaces
Le guépard du Sud est une sous-espèce vulnérable, en raison du braconnage, de la perte d'habitat et du manque de proies. La capture et le prélèvement sans discernement des guépards sauvages en Afrique australe continuent de menacer la survie de cette espèce, car cela peut réduire la diversité génétique dans la nature et ils se reproduisent mal en captivité. Sa survie est également menacée par la consanguinité. Au Botswana, les guépards sont principalement menacés par les changements d'habitat.
Le guépard était également très menacé par la chasse et la perte de son aire de répartition. Au début des années 1930, les guépards ont été chassés et se sont presque éteints en Afrique du Sud. Par conséquent, il a perdu la majeure partie de son aire de répartition, principalement en Afrique du Sud et au Mozambique. Seules quelques dizaines d’entre eux vivent dans le sud du Mozambique. Il a également disparu de nombreuses régions d'Afrique du Sud, vivant uniquement dans le nord et le nord-est du pays.

Au cours des années 1970, 9 500 guépards ont été tués dans les terres agricoles namibiennes. En tant qu'espèce protégée en Namibie, les gens ne sont autorisés à retirer les guépards namibiens que s'ils constituent une menace pour le bétail ou la vie humaine. Malheureusement, les agriculteurs peuvent capturer des guépards namibiens, enlevant ou tuant souvent ceux qui n'ont pas pris de bétail. Environ 90% de la population de guépards namibiens vivent sur des terres agricoles.
Au Botswana, le guépard est protégé par la législation sur les animaux conservés depuis 1968, qui limite strictement la chasse et la capture. Auparavant, le déclin des proies poussait les guépards à se nourrir de bétail. Environ 50 guépards étaient auparavant chassés par des membres de la tribu chaque année pour protéger le bétail.
Un commerce international limité d'animaux vivants et de peaux est autorisé depuis la Namibie, le Zimbabwe et le Botswana.

## État de conservation
| Pays                             | Estimation   |
| -------------------------------- | ------------ |
| L'Angola                         | ?            |
| Botswana                         | 2 000        |
| République Démocratique du Congo | n / A        |
| Lesotho                          | n / A        |
| Malawi                           | 25-30        |
| Mozambique                       | 50 - 90      |
| Namibie                          | 3 500        |
| Afrique du Sud                   | 1 500        |
| Swaziland                        | ?            |
| Tanzanie                         | ?            |
| Zambie                           | 100          |
| Zimbabwe                         | 165          |
| Le total                         | 7 369 - 7409 |

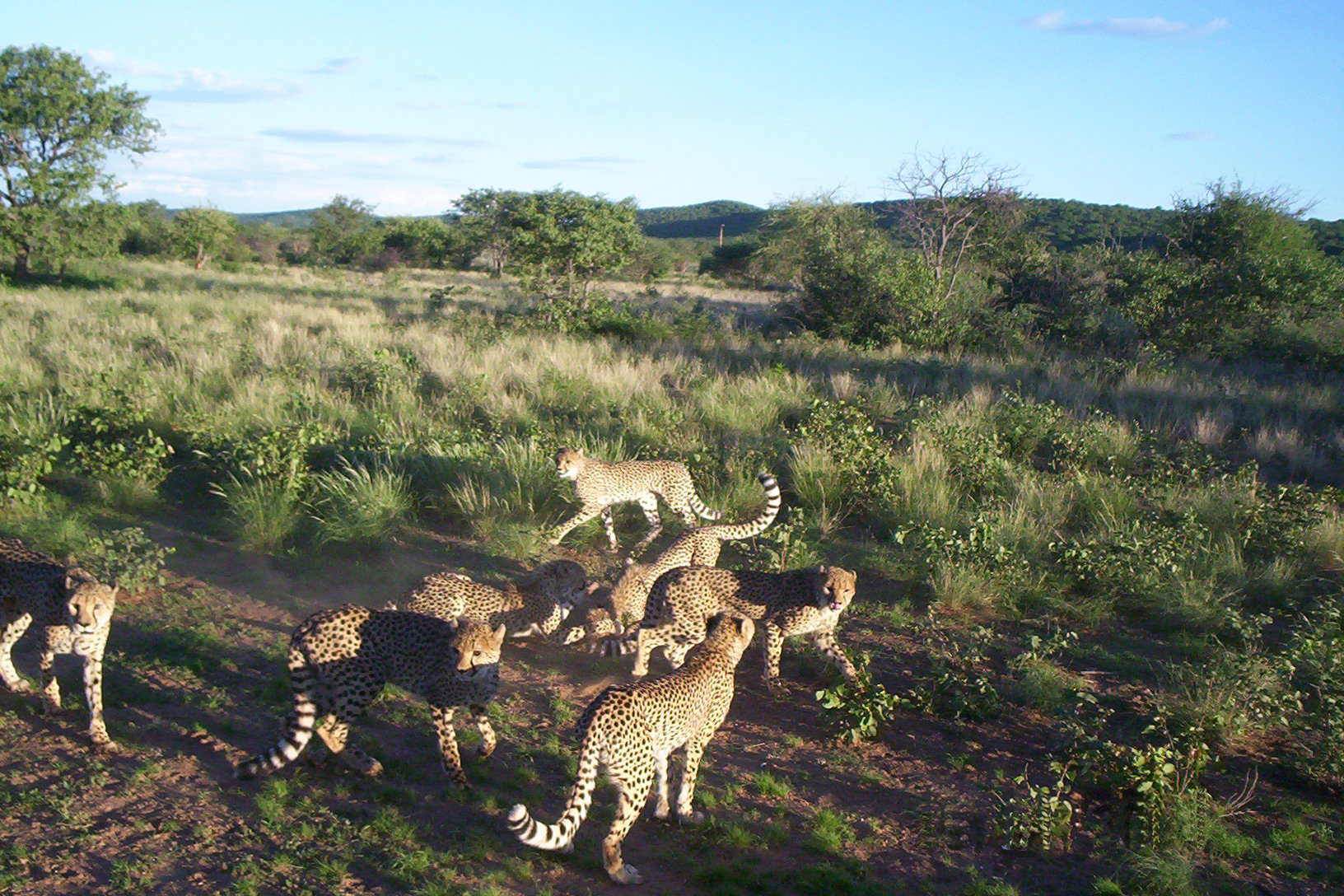
Guépards au Cheetah Conservation Fund, Namibie

Auparavant estimée à une population de 4 190 individus en Afrique australe depuis 2007, la population totale du guépard du sud a probablement atteint plus de 6 000 individus,, Namibie ayant la plus grande population de guépards au monde. Depuis 1990, la population était estimée à environ 2 500 individus en Namibie; jusqu'en 2015, la population de guépards est passée à plus de 3 500 dans le pays. Le Botswana abrite la deuxième plus grande population de guépards - en 2007, une population estimée à 1 800 habitants. Cependant, en 2016, environ 2000 guépards se trouvaient au Botswana, soit environ 20% des guépards du monde. Environ 550 à 850 guépards ont été laissés en Afrique du Sud en 2007. Après de nombreux efforts de conservation, la population de guépards est passée à plus de 1000. En 2013, la population estimée se situait entre 1 200 et 1 300 guépards en Afrique du Sud,. Alors que l'on estime que 1 500 guépards adultes vivent en Afrique du Sud depuis 2016, l' Endangered Wildlife Trust a déclaré que la population totale se situait entre 1 166 et 1 742 guépards rien qu'en Afrique du Sud en 2017. Au Zimbabwe, au contraire, la population de guépards a fortement diminué, passant de plus de 1500 guépards depuis 1999 à 400 guépards en 2007, à entre 150 et 170 guépards en 2015. En 2007, une centaine d'individus sont restés en Zambie et entre 50 et 90 sont restés au Mozambique.
Plusieurs projets de conservation des espèces de guépards existent dans les pays africains et en Iran. Comme le guépard asiatique, le guépard du sud a attiré plus d'attention de la part des gens que les autres sous-espèces.
Trois sous-espèces de guépards sont inscrites sur la liste des espèces vulnérables de l'UICN (trois sous-espèces africaines menacées, les sous-espèces d' Afrique du Nord-Ouest et d'Asie dans un état critique), ainsi que sur la loi américaine sur les espèces en voie de disparition : espèces menacées - Annexe I de la CITES (Convention sur le commerce international dans les espèces menacées).
Fondé en Namibie en 1990, le Cheetah Conservation Fund a pour mission d'être la ressource mondiale chargée de protéger le guépard et d'assurer son avenir. L'organisation travaille avec toutes les parties prenantes de l'écosystème du guépard pour développer les meilleures pratiques en matière de recherche, d'éducation et d'écologie, et créer un modèle durable dont toutes les autres espèces, y compris les humains, bénéficieront. On estime qu'environ 12 400 guépards restent à l'état sauvage dans 25 pays africains. Récemment, 6 674 individus matures ont été trouvés par l'UICN ; La Namibie en possède le plus, avec plus de 3 500, dont 90 % vivent en dehors des aires protégées. Les programmes de sélection ont été couronnés de succès, y compris l'utilisation de la fécondation in vitro, dans les zoos du monde entier.
Les guépards sont connus pour être de pauvres reproducteurs en captivité, bien que plusieurs organisations, telles que le De Wildt Cheetah et le Wildlife Center, aient réussi à élever un grand nombre de guépards. En 2009, le centre a élevé plus de 800 petits.

## Projets de réintroduction

### En Afrique

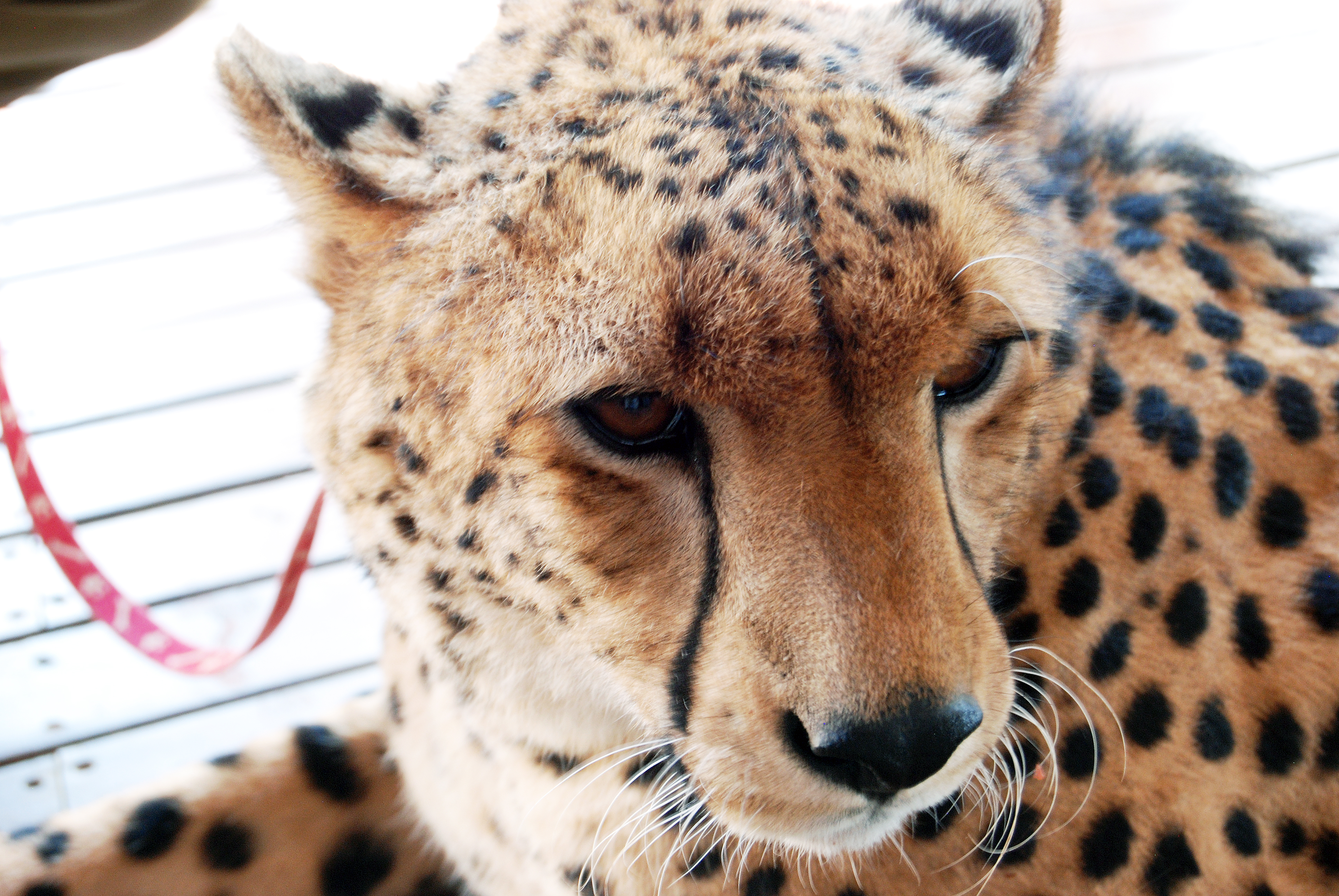
Un guépard orphelin va être réintroduit à Victoria Falls, Zimbabwe

#### Afrique du Sud
Le guépard était déjà présent dans plusieurs régions d' Afrique australe, mais pas couramment en Afrique du Sud.
L'espèce vit principalement à l'est et au nord de l'Afrique du Sud. Depuis les années 1960, le guépard était importé de Namibie, qui abritait à l'époque des populations saines de guépards, et a été réintroduit dans leurs anciennes aires de répartition et dans de petites réserves. Environ 29% de la population de guépards était originaire d'Afrique du Sud, tandis que 71% étaient importés de Namibie. Les premières réintroductions connues ont eu lieu dans le KwaZulu Natal, le Gauteng, le Lowveld, le Cap oriental, le Cap occidental et le sud du Kalahari. Il y a actuellement 1 500 guépards matures dans le pays.
En décembre 2003, après que les guépards aient été massivement chassés dans les régions du Grand Karoo et du Cap oriental jusqu'à l'extinction il y a 125 ans, les guépards sont retournés au Karoo, à commencer par une femelle guépard sauvage, gravement blessée, nommée Sibella ( vers 2001 - 11 septembre 2015) qui a subi une intervention chirurgicale au De Wildt Cheetah and Wildlife Trust et a ensuite été réintroduit dans la réserve privée de Samara. Le processus de réintroduction a été un succès. Sibella était un chasseur compétent et a réussi à élever 18 petits. Environ 2% de la population sauvage de guépards en Afrique du Sud se trouve dans cette région. Les guépards vivant à Samara sont également en meilleur état, les menaces des principaux prédateurs tels que les lions et les hyènes n'existent plus. Chilli, la plus jeune fille de Sibella, a donné naissance aux premiers guépards de troisième génération de la réserve privée de Samara en janvier 2017.
Un projet national de métapopulation de guépards a été lancé en 2011 par l' Endangered Wildlife Trust. Son objectif est d'élaborer et de coordonner un plan national de gestion des métapopulations pour les guépards dans les petites réserves clôturées en Afrique du Sud. Par exemple, les guépards ont été réintroduits dans une cinquantaine de ces réserves sud-africaines. Les sous-populations fragmentées de guépards augmentent actuellement de quelques centaines. Depuis juillet 2014, d'autres plans existent pour réintroduire les guépards dans six autres petites réserves clôturées au cours des prochaines années.
Pour la première fois après 100 ans d'extinction depuis la période coloniale, le guépard a récemment été réintroduit dans l'État libre en 2013, avec deux guépards sauvages mâles qui ont été déplacés de la réserve de gibier d'Amakhala du Cap oriental à la La réserve de la vallée de Laohu, dans l'État libre, où le tigre de Chine méridionale, en danger critique d'extinction, de Save China's Tigers (SCT) fait partie d'un projet de régénération de la nature en Afrique du Sud. Une femelle guépard n'a pas encore été réintroduite dans la vallée de Laohu. Début 2016, une femelle adulte a été réintroduite dans la réserve. Trois guépards sauvages sont nés pour la première fois dans la réserve de la vallée de Laohu en février 2017, ce qui en fait les premiers guépards nés à l'état sauvage depuis leur disparition de la province de l'État libre en plus d'un siècle. Avec trois individus matures et trois petits, six guépards se trouvent dans la réserve de la vallée de Laohu.
En 2016, un projet de réintroduction et de rewilding connu sous le nom de Rewilding iSimangaliso pour les guépards est en cours dans iSimangaliso situé dans la province du KwaZulu-Natal, y compris des lions et des chiens sauvages du Cap, qui ont été introduits pour la première fois à la fin de 2013,. Les 15 guépards résidents à la réserve de gibier uMkhuze sont vus par les visiteurs lors de safaris.

#### Malawi
En mai 2017, deux guépards mâles et deux femelles ont été importés d'Afrique du Sud et réintroduits dans le parc national de Liwonde,.

#### Zambie
Depuis 1989, seuls quelques guépards ont été signalés dans le parc national du bas Zambèze, bien que la zone soit apparemment un habitat convenable pour les guépards. Chiawa Camp, en association avec National Parks and Wildlife et Japan Aid, a contacté le Cheetah Conservation Fund pour un groupe d'étude afin d'évaluer l'aptitude du bas Zambèze. En octobre 1994, des tentatives de réintroduction ont été faites avec trois guépards dans le bas Zambèze. Cependant, le projet de réintroduction a échoué, car deux d'entre eux ont été tués par des pièges; un survivant est resté seul pendant trois ans. D'autres plans existent pour réintroduire le guépard dans le bas Zambèze.

### Hors Afrique

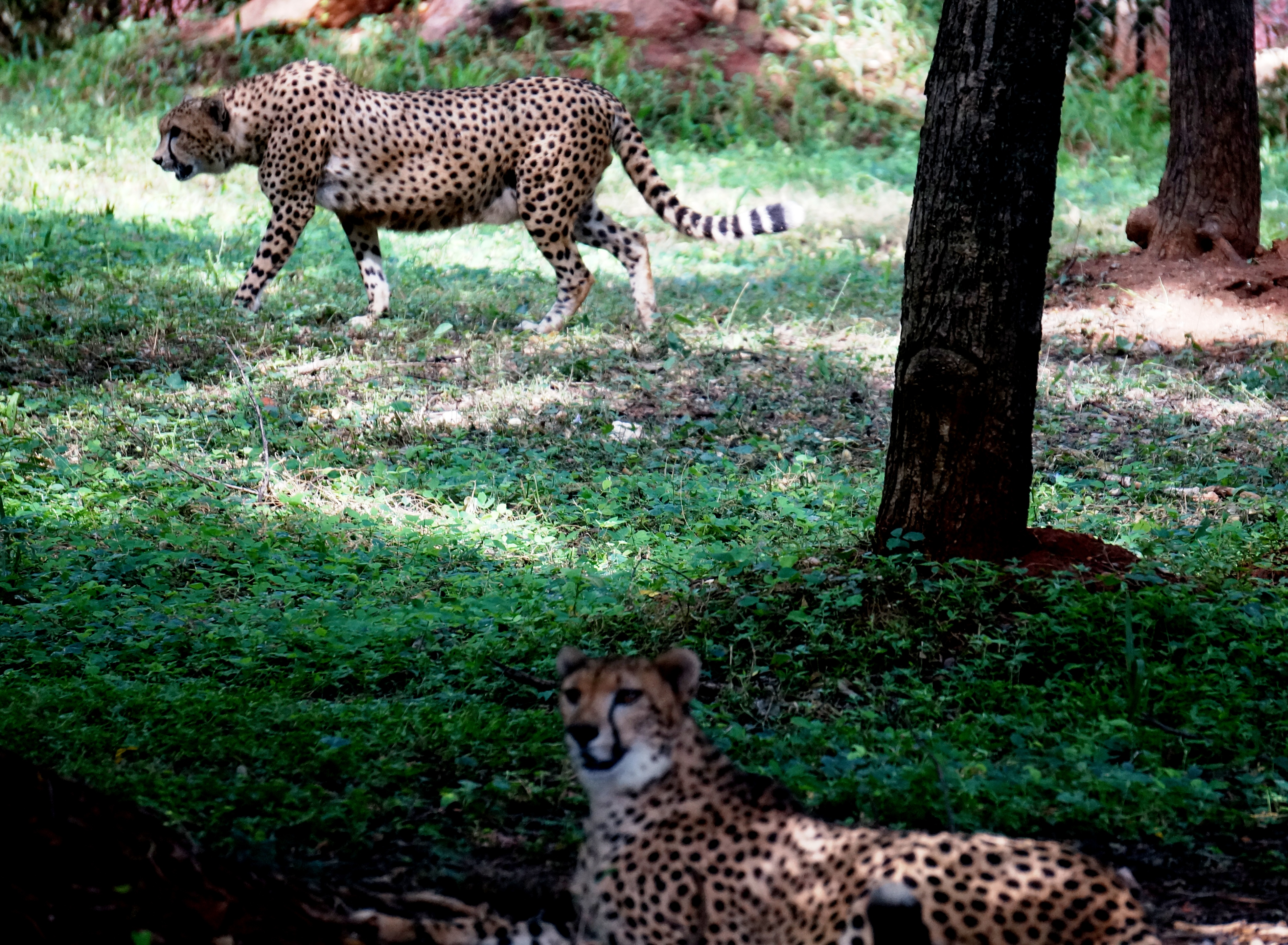
Deux guépards en captivité dans le parc zoologique de Nehru, en Inde. Le guépard asiatique, qui habitait autrefois l'Inde, y est éteint.

Les guépards asiatiques ont existé en Inde pendant des milliers d'années, mais à cause de la chasse et d'autres causes désastreuses, ils y ont disparu, le dernier guépard indien connu ayant été repéré en 1951. Cette espèce en danger critique d'extinction vit actuellement en Iran, car le pays lui-même ne veut pas donner ses guépards à l'Inde. Un projet de propagation en captivité a été proposé. Le ministre de l'Environnement et des Forêts, Jairam Ramesh, a déclaré au Rajya Sabha le 7 juillet 2009 : "Le guépard est le seul animal qui a été décrit comme éteint en Inde au cours des 100 dernières années. Nous devons les faire venir de l'étranger pour repeupler l'espèce". Il répondait à un appel à l'attention de Rajiv Pratap Rudy, du Bharatiya Janata Party (BJP). "Le projet de faire revenir le guépard, qui est tombé à cause d'une chasse aveugle et de facteurs complexes comme un modèle de reproduction fragile, est audacieux compte tenu des problèmes qui assaillent la conservation du tigre." Deux naturalistes, Divya Bhanusinh et MK Ranjit Singh, ont suggéré d'importer des guépards de Namibie, après quoi ils seront élevés en captivité et, à terme, relâchés dans la nature.
Plusieurs sites potentiels appropriés des États indiens du Gujarat, du Madhya Pradesh et du Rajasthan, composés de forêts, de prairies, de savanes et de déserts, ont été choisis pour le projet de réintroduction du guépard en Inde, tels que la réserve de prairies de Banni, le parc national du Desert, le sanctuaire faunique de Kuno et le sanctuaire faunique de Gajner. Ils sont également connus pour être le lieu où les guépards asiatiques et d'autres animaux mystiques ont coexisté pendant plusieurs années jusqu'à leur disparition récente de la région. La réserve naturelle de Nauradehi a été choisie comme le site le plus approprié pour la réintroduction des guépards de Namibie,.
Toutefois, le projet d'introduction de cette sous-espèce en Inde a été suspendu en 2012, après la découverte de la distinction entre les guépards d'Asie et d'Afrique, qui ont été séparés il y a 32 000 à 67 000 ans,.
En 2022, 8 guépards de Namibie sont réintroduits en Inde, rejoints par 12 autres guépards d'Afrique du Sud début 2023. Une première naissance de quatre individus en 2023 marque un tournant dans l'évolution de l'espèce en Inde.

## En captivité

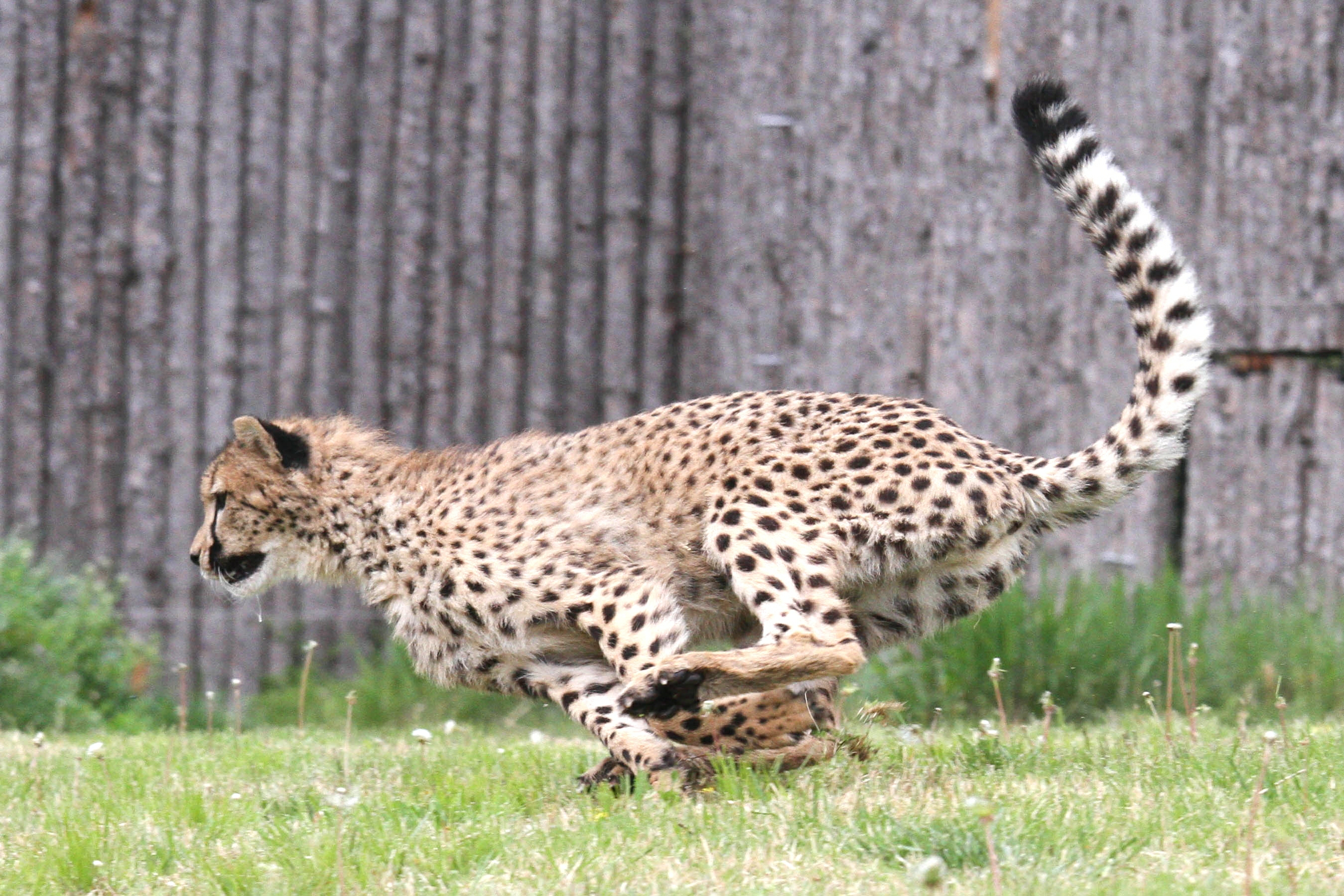
Un guépard au zoo et jardin botanique de Cincinnati, Ohio, États-Unis d'Amérique

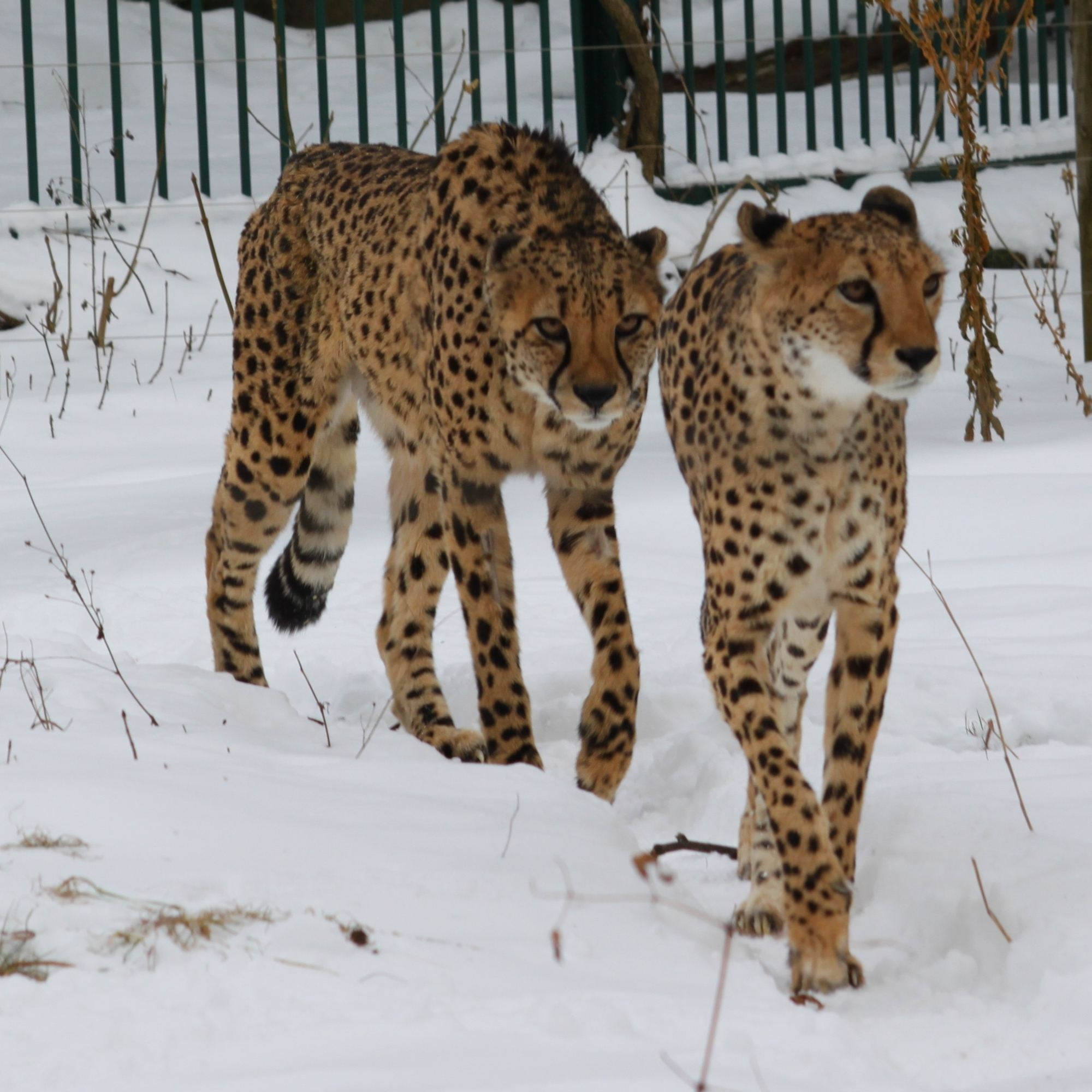
Les guépards et autres animaux captifs peuvent vivre dans un climat froid, comme l'ont démontré ces guépards à Tiergarten Schönbrunn, en Autriche

Les guépards sont connus pour être difficiles à élever en captivité en raison de leurs comportements sociaux et des problèmes de reproduction. La mortalité des guépardeaux en captivité et dans la nature est d'environ 50%. En moyenne, 30% de tous les petits nés captivité peuvent mourir dans le mois qui suit.
Le guépard du sud est la sous-espèce la plus répandue qui se reproduit en captivité dans le monde, tandis que les guépards soudanais ne se trouvent que dans quelques zoos et centres de la faune d' Europe et du Moyen-Orient. La sous-espèce est présente dans divers zoos du monde entier en Amérique, en Afrique, en Eurasie et en Australie.

Plusieurs zoos, installations, centres d'élevage et parcs animaliers faisant partie des programmes d'élevage en captivité américain (Species Survival Plan, Association des zoos et aquariums) et eurasien (European Endangered Species Programme, European Association of Zoos and Aquaria ) ont réussi à augmenter les populations. des guépards, tels que White Oak Conservation de Yulee, en Floride, le Wildlife Safari de Winston, Oregon, qui a élevé plus de 178 guépards et le De Wildt Cheetah and Wildlife Center d'Afrique du Sud, où des centaines de guépards sont nés. Le Fota Wildlife Park d' Irlande est également connu pour avoir réussi à élever des guépards en captivité juste avant de démarrer un projet d'élevage en captivité avec le guépard d'Afrique du Nord-Est.

## Galerie

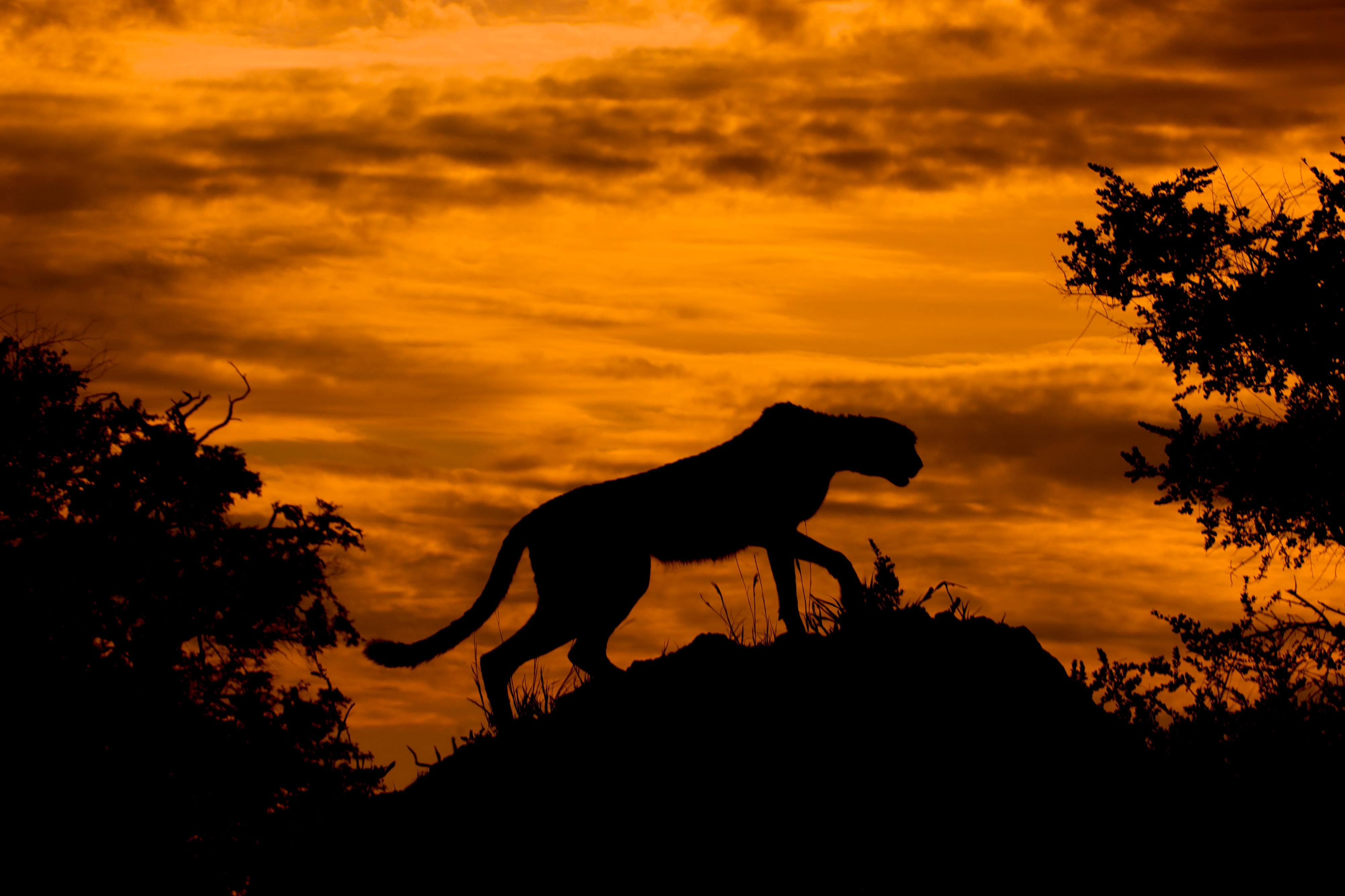
Un guépard silhouetté contre un coucher de soleil enflammé dans le delta de l'Okavango, au Botswana
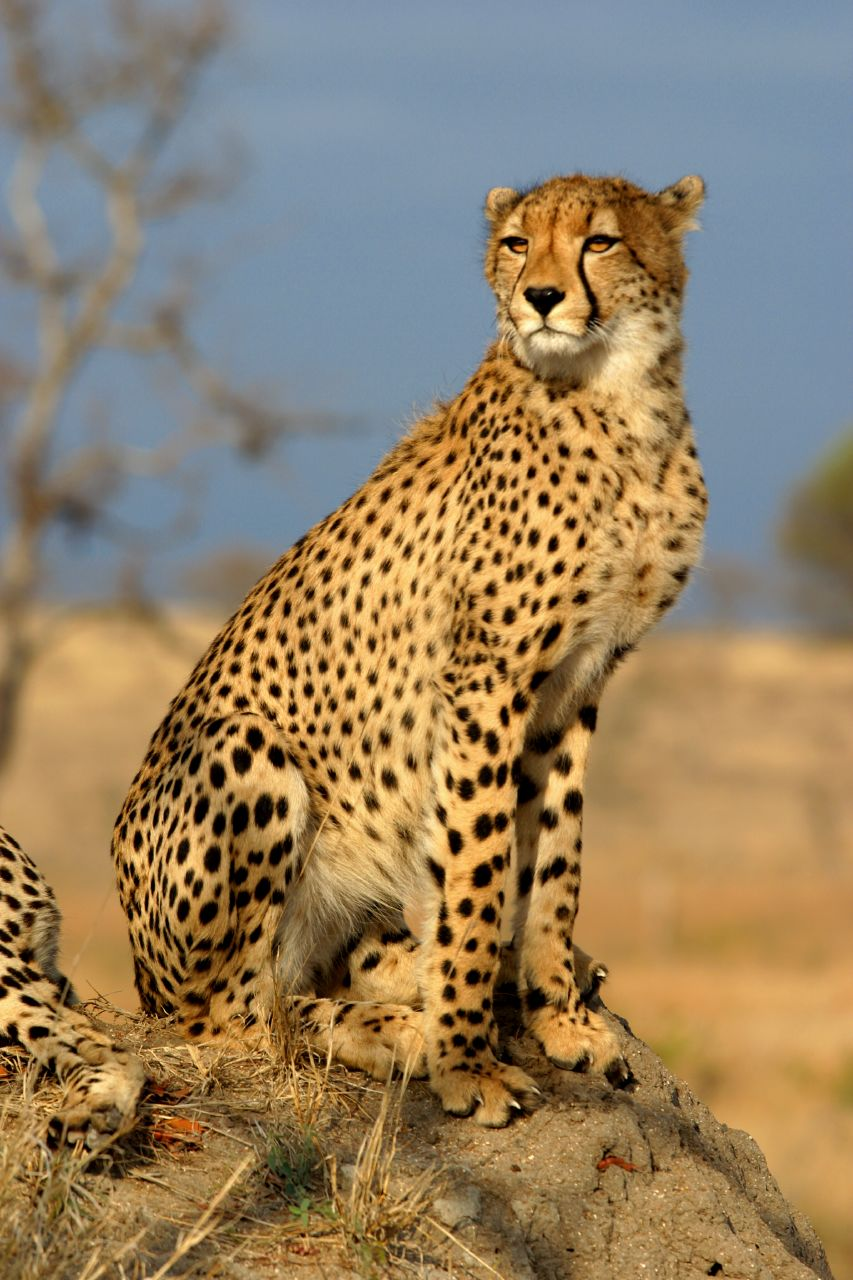
À Sabi Sand Game Reserve (en)
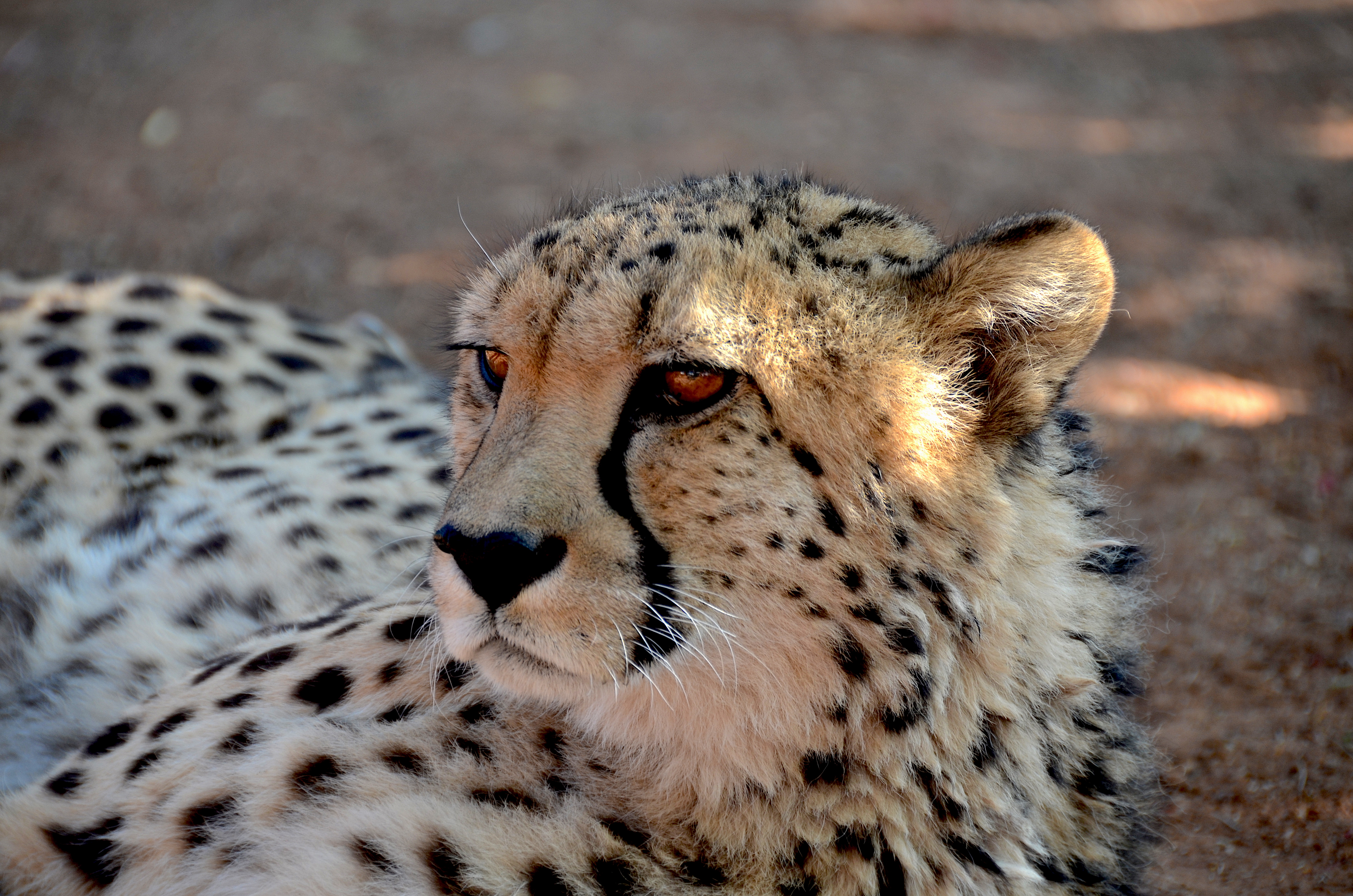
À la ferme Achalm en Namibie
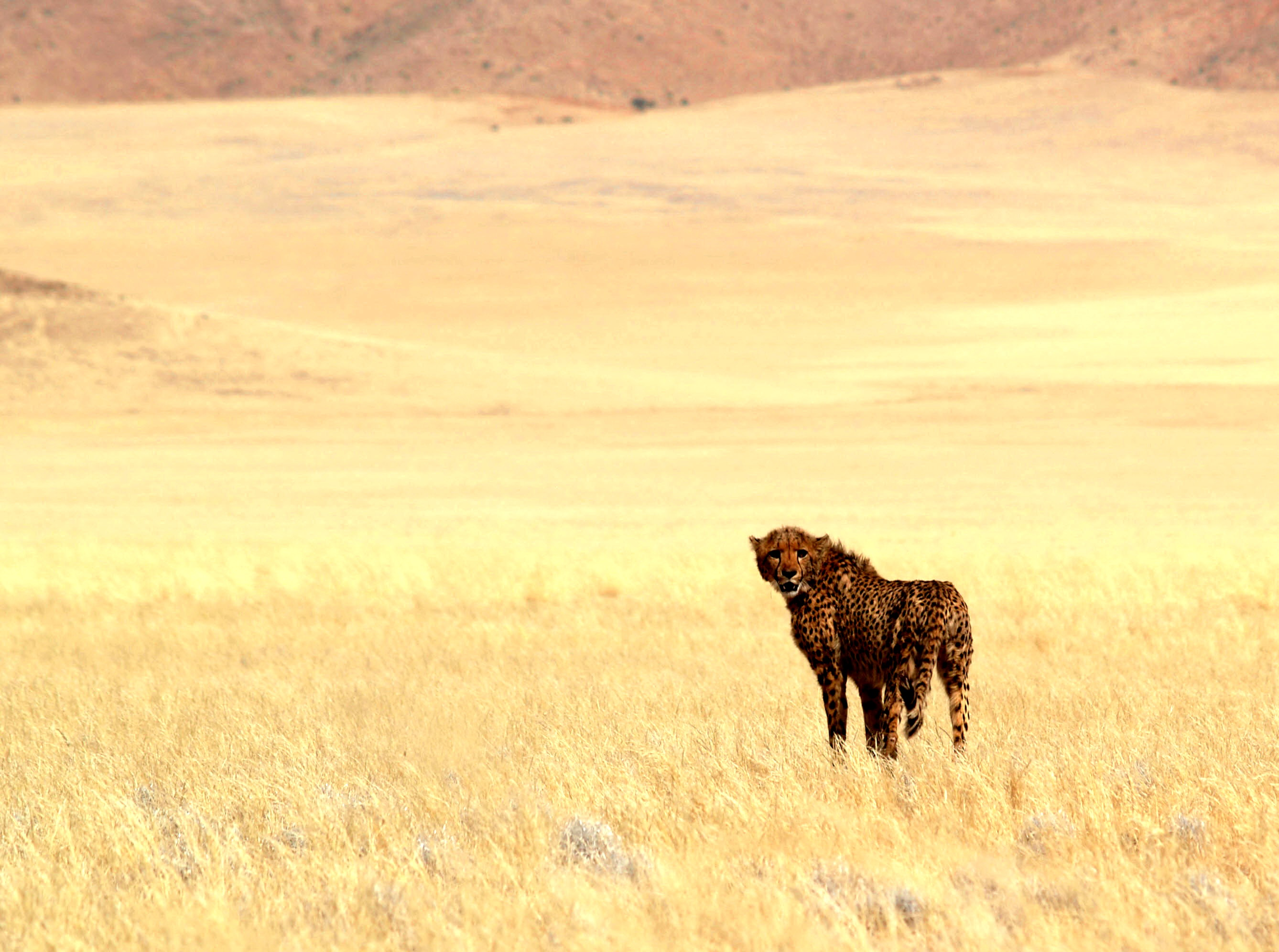
Au sanctuaire faunique de Naankuse (en)

## Dans la culture populaire
- Le livre How It Was with Dooms raconte l'histoire vraie d'une famille élevant un bébé guépard orphelin d'Afrique de l'Est nommé Duma (le mot swahili pour guépard) au Kenya. Les films Douma et ses amis et Duma étaient tous deux vaguement basés sur ce livre. Cependant, Duma a lieu en Afrique du Sud au lieu du Kenya. Les guépards qui ont joué dans le film étaient des guépards sud-africains du Kragga Kamma Game Park de la province du Cap oriental. En novembre 2011, l'un des cinq guépards adultes qui ont joué dans le film était décédé d'une insuffisance rénale inhabituelle.
- Le Toyota Free State Cheetahs, fondé en 1895, est une équipe syndicale sud-africaine de rugby qui participe au tournoi annuel de la Currie Cup. Ils ont un guépard qui court à grande vitesse comme emblème.
- Les Cheetahs sont une autre équipe syndicale sud-africaine de rugby de Bloemfontein fondée en 2005 qui a un guépard courant comme emblème.

## Voir également
- Guépard asiatique
- Guépard d'Afrique du Nord-Ouest
- Guépard d'Afrique du Nord-Est
- Fauve